# Muehlbergella oweriana
Muehlbergella es un género monotípico de plantas con flores perteneciente a la familia Campanulaceae. La única especie que lo conforma es Muehlbergella oweriana (Rupr.) Feer, nativa del Cáucaso, donde crece entre las grietas y pedregales calcáreos.

## Taxonomía
Muehlbergella oweriana y el género ''Muehlbergella fueron descritos por Heinrich Feer y publicado en Botanische Jahrbücher für Systematik, Pflanzengeschichte und Pflanzengeographie 12(5): 615–616. 1890.
Sinonimia
- Hedranthus owerinianus Rupr.[5] (basónimo)
- Edraianthus owerinianus  (Rupr.) Boiss.[6][3][4]
- Muehlbergella oweriniana (Rupr.) Feer Search[4][7]